# Skåne-linjen
Skåne-linjen, også benævnt Per Albin-linjen, opkaldt efter Sveriges daværende statsminister, Per Albin Hansson, er opført under anden verdenskrig fra 1939 til 1942, er en svensk forsvarslinje, som er 500 kilometer lang og går langs den sydsvenske kyst fra Halland over Skåne til Blekinge, fra Laholmbugten til Kalmarsund.
Den svenske forsvarsstab påbegyndte i 1938 forstudier for anlæg af forsvarslinjen.
Linjen er opført som beskyttelse mod en eventuel invasion fra nazityskland og består af to forsvarslinjer:
- Første forsvarslinje: Maskingevær-bunkers i beton langs kysten.
- Anden forsvarslinje: Militærstyrker blev placeret ca. 300 meter længere inde i landet beskyttet af pigtråd og beton-bunkers.
- Der var flere steder opstillet attrapper af Bofors kanoner, som var fremstillet af telefonpæle.

Efter anden verdenskrig blev de fleste bunkers taget ud af drift, men blev fastholdt som reserve i forbindelse med den kolde krig og under denne periode udbygget og moderniseret.
Siden 1990'erne har myndighederne påbegyndt et afviklingsprogram af de gamle stillinger.

## Ekstern henvisning
- Skåne-linjen Arkiveret 4. marts 2016 hos  Wayback Machine
- Skånelinjen Google maps